# Tufão Conson (2010)
O tufão Conson, conhecido nas Filipinas como tufão Basyang, foi o segundo ciclone tropical durante a temporada de tufões no Pacífico de 2010 a impactar as Filipinas. Desenvolvendo-se a partir de um distúrbio tropical a leste das Filipinas em 11 de julho de 2010, Conson se desenvolveu rapidamente enquanto seguia quase para o oeste. Condições ambientais favoráveis, como baixo cisalhamento do vento e temperaturas quentes da superfície do mar, permitiram que o sistema se intensificasse em uma forte tempestade tropical em 12 de julho. Na mesma época, o JTWC avaliou a tempestade como equivalente a um furacão de categoria 1. No dia seguinte, Conson atingiu a província de Quezon com ventos de 100 km/h antes de enfraquecer. Depois de cruzar o arquipélago, a tempestade entrou no Mar da China Meridional, onde conseguiu se fortalecer novamente. Até 16 de julho, Conson alcançou o status de tufão ao se aproximar da ilha de Ainão, no sul da China. Depois de roçar a ilha no pico de intensidade com ventos sustentados estimados em 130 km/h, a tempestade enfraqueceu no Golfo de Tonquim devido a condições menos favoráveis. A tempestade finalmente atingiu a costa perto de Hanói, no Vietnã, em 17 de julho e se dissipou no dia seguinte.
Nas Filipinas, Conson produziu chuvas torrenciais generalizadas que provocaram inundações significativas. Pelo menos 76 pessoas foram mortas em todo o país e outras 72 estão listadas como desaparecidas. Estimativas preliminares de danos foram colocadas em PHP 189 milhões (US$ 4,1 milhões). Na China, pelo menos duas pessoas morreram devido a incidentes relacionados ao vento. A província de Ainão sofreu danos significativos do tufão, com danos estimados em ¥ 500 milhões (US$ 73,8 milhões). Danos generalizados foram relatados no Vietnã, onde pelo menos duas pessoas foram mortas e outras 17 foram listadas como desaparecidas.

## História meteorológica
No final de 9 de julho, o Joint Typhoon Warning Center (JTWC) informou que um distúrbio tropical persistiu nas proximidades da ilha de Yap. Imagens de satélite mostraram que o distúrbio tinha uma circulação fraca que se estendia sobre Yap com convecção desorganizada. A perturbação foi localizada ao sul de um cavado troposférico superior tropical e estava em uma área de fraco cisalhamento vertical do vento. Durante o dia seguinte, a convecção profunda em torno do distúrbio aumentou, enquanto um centro de circulação de nível baixo a médio apareceu nas imagens de satélite. No início de 11 de julho, a Agência Meteorológica do Japão (JMA) informou que a perturbação havia se intensificado em uma depressão tropical, enquanto o JTWC emitiu um Alerta de Formação de Ciclone Tropical quando a perturbação se consolidou e teve várias bandas convectivas fluindo para seu centro de circulação de baixo nível.
Durante aquela tarde, a JTWC informou que a perturbação havia se intensificado em depressão tropical 03W e iniciado avisos sobre o sistema, antes de relatar mais tarde naquele dia devido a condições favoráveis que havia se intensificado em uma tempestade tropical. PAGASA também informou naquela tarde que a perturbação havia se intensificado em uma depressão e a chamou de Basyang. Às 0000 UTC, no dia seguinte, o JMA informou que Basyang havia se intensificado em uma fraca tempestade tropical e atribuiu-lhe o nome Conson e a designação internacional de 1002. Doze horas depois, enquanto Conson se movia em condições favoráveis e ao longo da borda sudoeste da cordilheira subtropical de alta pressão, a JMA relatou que a tempestade se intensificou rapidamente para uma tempestade tropical severa com ventos de 100 km/h. Mais tarde naquele dia, às 18h00 UTC, o JTWC informou que, depois que a convecção ao redor do sistema se expandiu e as imagens de micro-ondas mostraram uma característica semelhante a um olho, Conson se intensificou em um tufão. O JMA também informou às 18:00 UTC que Conson havia atingido seu pico inicial de velocidades de vento sustentadas de 10 minutos com 110 km/h, apesar de prever que se intensificaria em um tufão antes de chegar às Filipinas.

## Preparações

### Filipinas
No final de 11 de julho, quando batizaram a depressão tropical como Basyang, a PAGASA colocou as províncias de Cagaiã, Isabela e Aurora sob o Sinal de Tempestade N.º 1, alertando-os para se prepararem para inundações repentinas, deslizamentos de terra e ventos fortes. No dia seguinte, além dos sinais já vigentes, o PAGASA colocou Quezon, Ilha Polillo, Camarines Norte e Catanduanes sob Sinal de Tempestade N.º Um. Mais tarde naquele dia, o PAGASA colocou as províncias de Catanduanes, Camarines Norte, Ilha Polillo, Aurora, Quirino e Isabela sob o Sinal de Tempestade N.º 2, enquanto colocou as províncias de Camarines Sur, Albay, Quezon, Rizal, Bulacan, Nueva Ecija, Nueva Vizcaya, Ifugao, Benguet, Mt. Província, Kalinga, Pampanga, Tarlac, Pangasinan, La Union, Abra, Ilocos Sur sob o Sinal de Tempestade N.º 1. Em 13 de julho, de acordo com a PAGASA, Conson havia se intensificado em um tufão. A PAGASA fez grandes revisões nos sinais de tempestade colocando Catanduanes, Camarines Norte, Quezon Setentrional, Ilha Polillo  e Aurora sob o Sinal de Tempestade N.º 3. Eles também colocaram Camarines Sur, Laguna, Rizal, Bulacan, Nueva Ecija, Nueva Vizcaya, Quirino, Ifugao e Isabela sob o Sinal de Tempestade N.º 2 e Metro Manila, Albay, Marinduque, Batangas, Cavite, Bataan, Pampanga, Zambales, Tarlac, Pangasinan, La Union, Benguet, Mt. Província, Ilocos Sur, Kalinga, Apayao, Abra e Cagayan sob o Sinal de Tempestade N.º 1. Depois que Conson atingiu a costa no sul de Lução, a PAGASA colocou a região metropolitana de Manila sob o Sinal de Tempestade N.º 2. Em 14 de julho às 15:00 UTC, PAGASA baixou sinais de tempestade em todas as províncias.

### Sinal público de alerta de tempestade mais alto

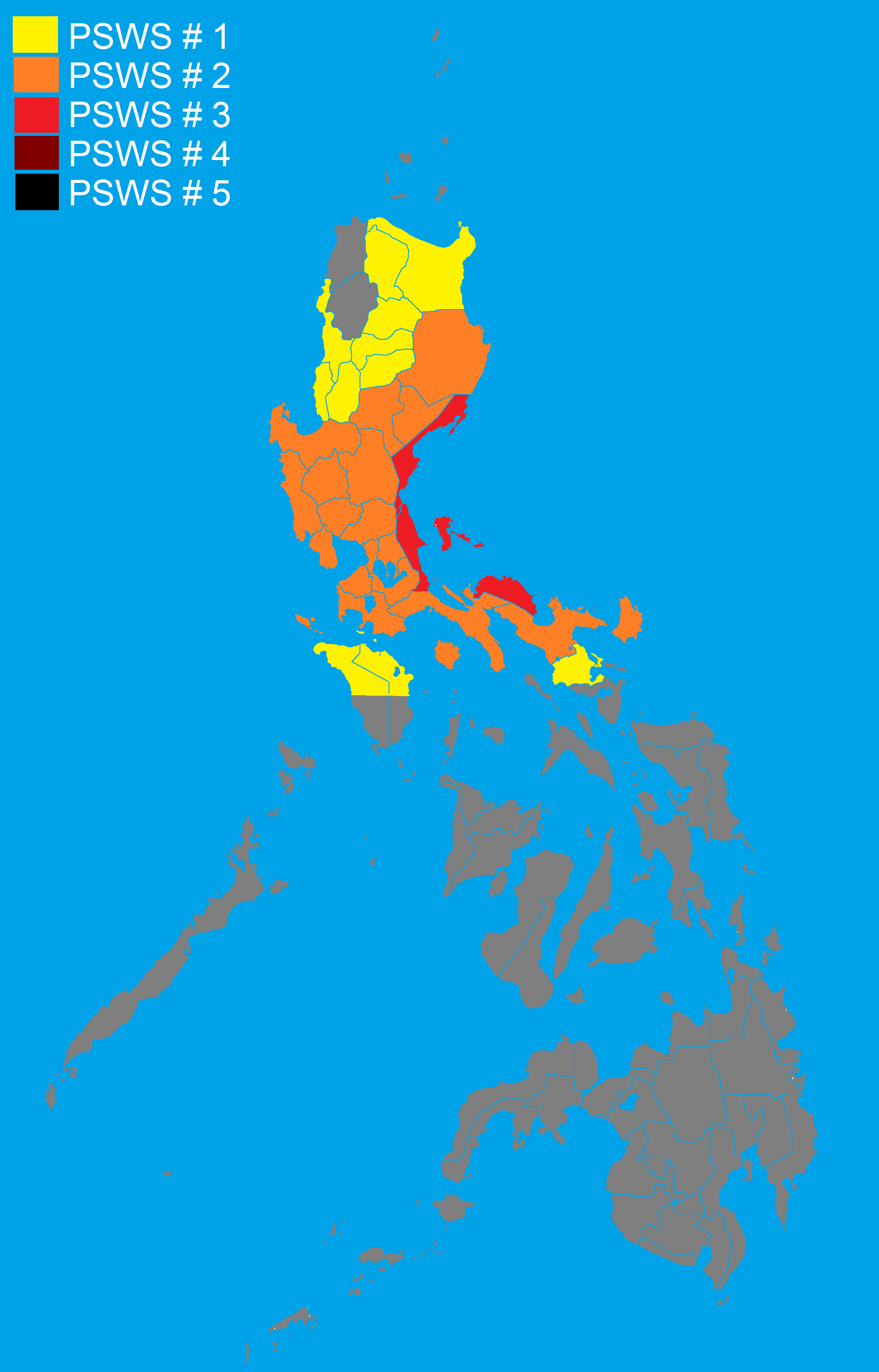
Sinais públicos de tempestade mais altos levantados pela PAGASA

| PSWS#   | LUZON | VISAYAS | MINDANAO |
| ------- | --- | ------- | -------- |
| PSWS #3 | Aurora, Quezon Setentrional, Ilha Polilio, Camarines Norte | NENHUM  | NENHUM   |
| PSWS #2 | Metro Manila, Isabela, Quirino, Nueva Vizcaya, Nueva Ecija, Pangasinan, Zambales, Tarlac, Pampanga, Bataan, Bulacan, Rizal, Cavite, Batangas, Laguna, Marinduque, Southern Quezon, Camarines Sur, Catanduanes, Ilha de Lubang. | NENHUM  | NENHUM   |
| PSWS #1 | Cagayan, Apayao, Kalinga, Ilocos Sur, La Union, Benguet, Ifugao, Mt. Província, Províncias do Norte de Mindoro, Albay | NENHUM  | NENHUM   |

### China
A Agência Meteorológica de Macau colocou Macau sob o Sinal de Alerta N.º 1, no final de 14 de julho, antes que o Observatório de Hong Kong também emitiu o Sinal de Alerta Número 1, no início do dia seguinte para Hong Kong. Durante a tarde de 15 de julho, a Agência Meteorológica da China emitiu um Alerta de Tufão Amarelo para partes da província de Ainão e da costa oeste de Cantão.
Antes da chegada da tempestade, as autoridades das províncias de Ainão e Cantão iniciaram evacuações em grande escala. Estima-se que 40.000 e 20.000 foram realocados em Ainão e Cantão, respectivamente.

### Vietnã
Em todo o norte do Vietnã, as autoridades pediram aos residentes que vivem nas áreas costeiras que evacuem para o interior. Os pescadores também foram instruídos a retornar ao porto para evitar serem pegos pelas ondas perigosas do tufão. Um total de 18 371 pessoas atenderam aos avisos e evacuaram e 40.337 navios retornaram. O Departamento de Recursos Hídricos afirmou que havia uma probabilidade de que a tempestade produzisse inundações significativas em toda a região, com chuvas entre 100 mm e 200 mm foi antecipado. Os agricultores foram instruídos a construir diques em torno de suas plantações na tentativa de proteger seus campos. Uma maré de tempestade entre 3 m a 5 m foi previsto para impactar a costa.

## Impacto

### Filipinas
Nas Filipinas, 102 pessoas morreram e 46 pessoas estão listadas como desaparecidas. O dano é estimado em 378 milhões 2010 PHP (8,17 milhões 2010 USD).
Quando Conson chegou à província de Quezon às 11:00 pm (PST) / 15h00 (UTC), o fornecimento de energia na região metropolitana de Manila, incluindo 35 províncias atingidas em Luzon, foi interrompido. As telecomunicações também foram perdidas. Árvores foram arrancadas, postes espalhados pelas ruas e telhados foram arrancados. As aulas do primário à faculdade foram suspensas até 14 de julho. NAIA registrou rajadas de vento de 95 km/h. Nos aeroportos regionais, as autoridades de tráfego aéreo cancelaram 29 voos internacionais e locais devido a condições perigosas de voo provocadas pela tempestade. As aulas do ensino fundamental e pré-escolar para Grande Manila e províncias afetadas em Lução cancelaram suas aulas antes da tarde de 13 de julho. 15 voos da Philippine Airlines de diferentes aeroportos foram cancelados devido a fortes chuvas, rajadas de vento e visibilidade quase zero. Cerca de 500 passageiros nas províncias de Bicol e Quezon ficaram retidos em seus respectivos portos, pois a guarda costeira declarou que os navios não podem partir devido às ondas altas e chuvas fortes. As áreas que receberam avisos públicos de tempestade sofreram ventos fortes e chuvas torrenciais. Na costa de Pandan, 20 pescadores desapareceram depois que seus barcos viraram em meio ao mar agitado produzido pela tempestade. Até 13 de julho, apenas uma pessoa havia sido resgatada, enquanto as outras 19 continuam desaparecidas. Perto de Bagamanoc, 11 outros pescadores desapareceram devido a incidentes semelhantes.

### China

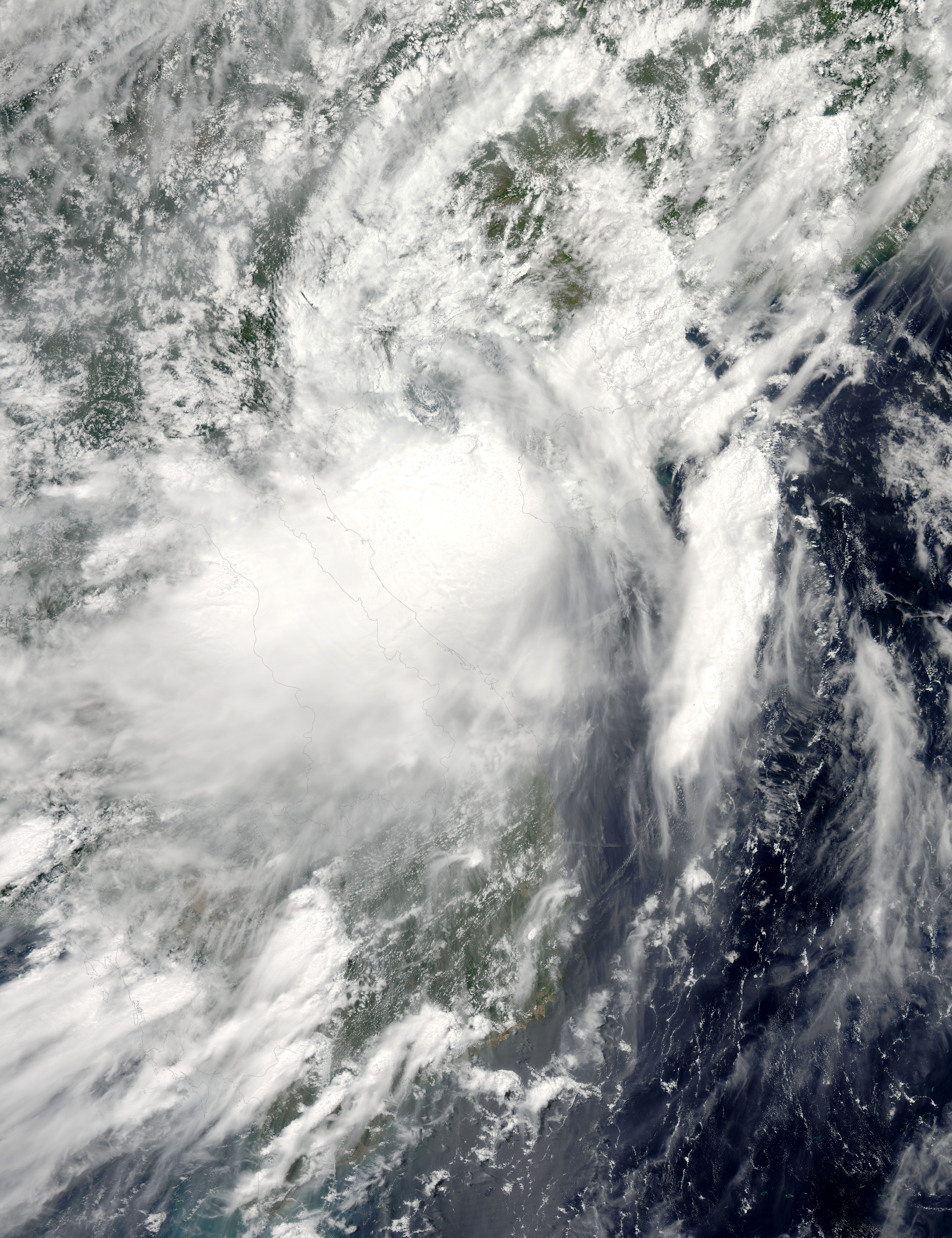
Tempestade tropical Conson sobre o Golfo de Tonkin em julho 17

Em 16 de julho o tufão Conson varreu a costa sul da província de Ainão, resultando em danos substanciais. Ao longo da costa, foram registados ventos até 126 km/h. Pelo menos duas pessoas foram mortas no país depois de serem atingidas por outdoors em incidentes separados. Árvores também caíram em toda a ilha, causando danos estruturais significativos em residências e empresas. A tempestade produziu chuvas moderadas a fortes em Ainão, com pico de 182,9 mm em Sanya ao longo da costa sul. A tempestade também encerrou um longo período de seca que afetou a ilha, fazendo com que alguns vissem a tempestade como um evento positivo para a província. De acordo com avaliações preliminares de danos, 544 casas foram destruídas, 7.000 hectares de colheitas foram perdidos e 572,326 pessoas foram afetadas. As perdas monetárias do tufão foram estimadas em ¥ 500 milhões (US$ 73,8 milhões), ¥120 milhões (US$ 17,7 milhões) dos quais foi sustentado apenas Sanya.
A maior parte de Sanya ficou sem energia durante a passagem de Conson, pois árvores atingiram linhas de energia e postes de energia foram derrubados por ventos fortes. Estradas em toda a área ficaram intransitáveis devido a outdoors caídos, alguns chegando a 5 m de altura e árvores. O súbito início de ventos destrutivos pegou muitas pessoas desprevenidas, deixando-as presas ao longo das estradas. dentro de 15 minutos, a polícia local da cidade ficou sobrecarregada com as ligações dos moradores. Mais longe do centro da tempestade, chuvas moderadas a fortes foram relatadas em associação com as faixas externas de Conson em Guangdong. Lá, a precipitação foi medida até 68 mm.

### Vietnã e Laos
Na costa do Vietnã, pelo menos 13 pescadores foram dados como desaparecidos depois de serem pegos por grandes ondas produzidas pela tempestade. Na cidade de Haifom, 97 casas foram danificadas ou destruídas e três pessoas ficaram feridas. Ao longo da costa do distrito de Cát Hải, a maré de tempestade inundou áreas baixas. À medida que a tempestade se movia para o interior, ventos fortes causaram quedas de energia generalizadas na província de Quảng Ninh. Estradas e pontes na área permaneceram abertas; no entanto, vários motociclistas foram forçados a parar de dirigir e sentar-se ao longo das pontes, pois os ventos fortes tornavam as viagens extremamente perigosas. No distrito de Tĩnh Gia, um turista se afogou após ser arrastado por grandes ondas em uma casa de praia. Os relatórios iniciais indicaram que dois outros se afogaram; no entanto, estes foram posteriormente provados incorretos. Depois que a tempestade passou, foi confirmado que uma segunda pessoa, uma criança, morreu durante a tempestade. Pela manhã de 18 de julho 11 pessoas foram dadas como desaparecidas em todo o país. Fortes chuvas foram relatadas em toda a metade norte do país, com mais de 127 mm de chuva caindo em Nam Định. até 24 de julho, relatórios em todo o país afirmavam que 13 pessoas estavam desaparecidas como resultado da tempestade. A ponte Binh, a principal ponte de Hai Phong, foi atingida por três navios que foram soltos pelo tufão. Um navio, o Vinashin Orient, ficou preso sob o convés, danificou-o. A ponte foi fechada, aguarda avaliação dos danos.
Depois de se mudar para o interior, os remanescentes de Conson trouxeram fortes chuvas para partes do norte do Laos.

## Consequências
Conson foi mal previsto pela PAGASA. De 12 a 13 de julho, a previsão era de que Conson atingiria as províncias de Aurora e Isabela. Mas, às 11 pm PST (15:00 UTC) de 13 de julho, a PAGASA mudou a sua previsão de pouso em Isabela-Aurora para pouso na província de Quezon. No entanto, os moradores que vivem nessas áreas não foram avisados de que o tufão atingiria a sua área e também não foram informados de que o Sinal Público de Tempestade Número Dois foi levantado. Com isso, graves danos ocorreram nas referidas áreas. Mais tarde naquele mesmo dia, o presidente Noynoy Aquino repreendeu a PAGASA por não prever que Conson passaria por Manila.

### China
Após os danos substanciais na cidade de Sanya, 1.000 policiais foram mobilizados para manter a ordem e garantir que as operações ocorressem sem problemas. Equipes de bombeiros e resgate realocaram 200 pessoas que estavam presas em casas destruídas em toda a área.

### Vietnã
Três embarcações da marinha vietnamita foram enviadas para a região próxima às Ilhas Paracel em busca do rastro de 27 pescadores desaparecidos desde 17 de julho. Outros 58 pescadores teriam sido resgatados anteriormente.